# Тарничин (водоспад)
Водоспа́д Та́рничин — невідомий широкому загалу природний об'єкт в Українських Карпатах, який розташований в с. Костилівка (Рахівський район) на однойменному потоці (права притока Тиси, басейн Дунаю) на відстані 800 м від автошляху Н 09.
До водоспаду веде торована стежка, яка в міру наближення до об'єкта стає менш помітною. Висота водоспаду близько 6 м. Легкодоступний, маловідомий.

## Світлини та відео

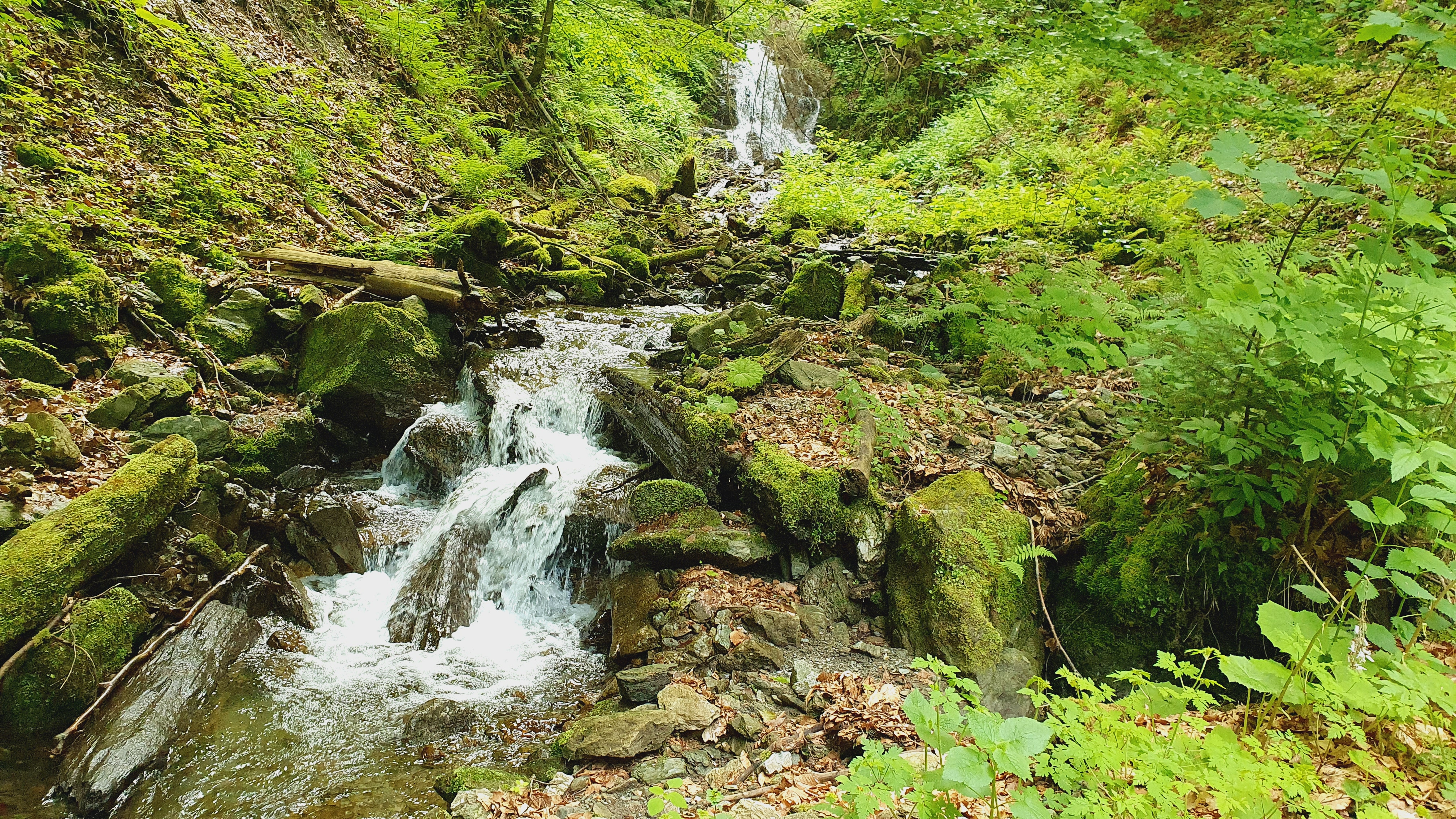
Водоспад здалеку
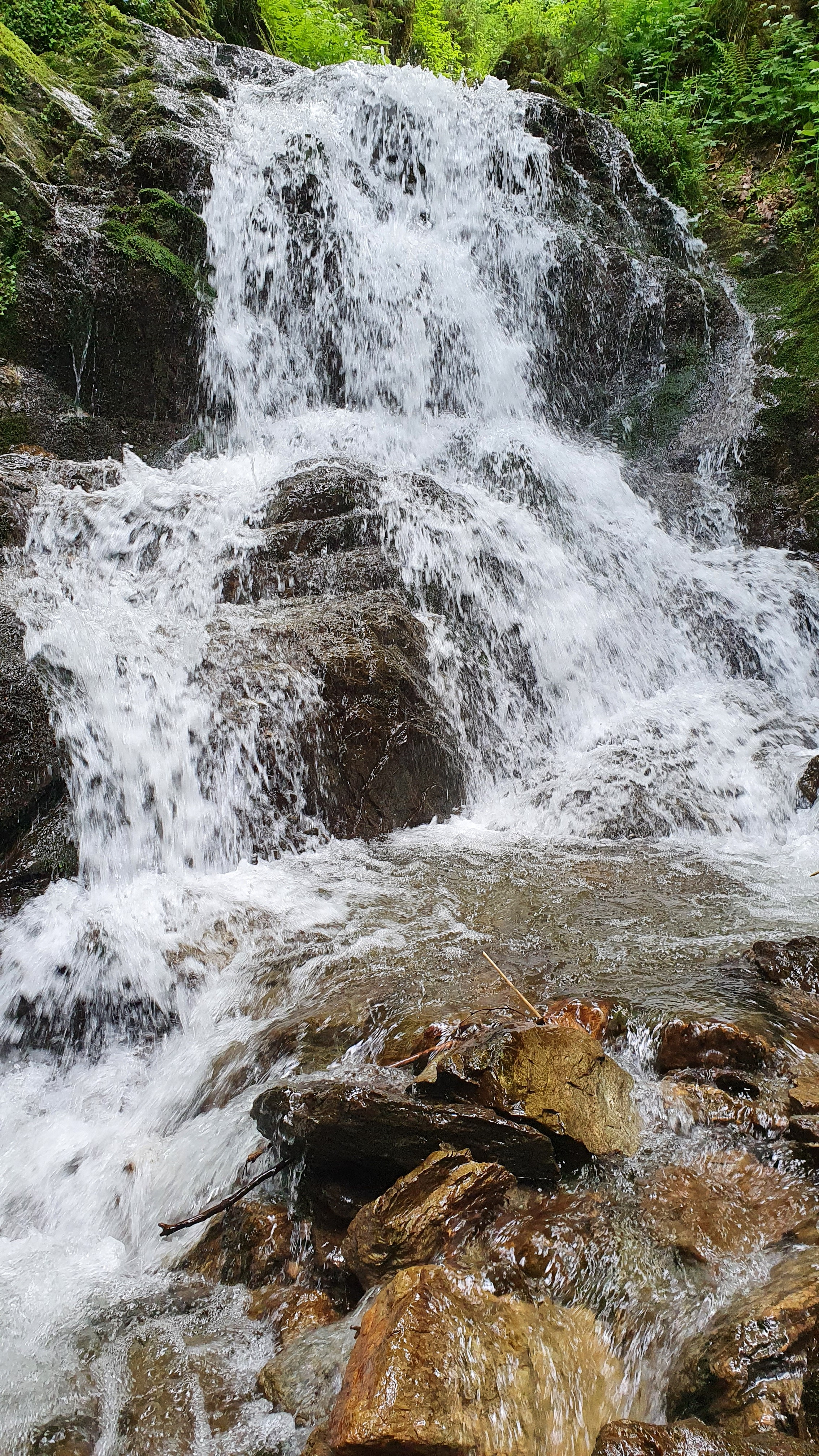
Водоспад зблизька
- Відео водоспаду